# Sano Loi
Sano Loi (tiếng Thái: โสนลอย, phát âm [sā.nǒː lɔ̄ːj]) là một trong tám phó huyện (tambon) của huyện Bang Bua Thong, ở tỉnh Nonthaburi, Thái Lan. Phó huyện xung quanh là Bang Bua Thong và Phimon Rat. Toàn bộ khu vực phó huyện được bao phủ bởi thị trấn Bang Bua Thong (tiếng Thái: เทศบาลเมืองบางบัวทอง). Vào năm 2020 tổng dân số ở đây là 9.245 người.